# Hemerobius solanensis
Hemerobius solanensis là một loài côn trùng trong họ Hemerobiidae thuộc bộ Neuroptera. Loài này được Ghosh miêu tả năm 1976.